# Bering Liisberg
Henrik Carl Bering Liisberg, född 11 april 1854, död 25 april 1929, var en dansk författare och museiman.
Bland hans populära historiska arbeten märks Christian IV (1890-91), Napoleon (1894), Den store Revolution (1897), Urmagerlavets Historie (1909) och det skönlitterära skådespelet Domklokkerne (1905) samt Domina Helena, Sagn og Historie fra Tisvilde (1919).

## Utmärkelser
- Riddare av Dannebrogorden,  1908[1]
- Dannebrogsmännens hederstecken,  1922[1]

[Redigera Wikidata]